# Fennville
Fennville est une ville du comté d'Allegan, dans l'État du Michigan, aux États-Unis. En 2020, sa population était de 1 745 habitants.